# Cédric Vaissière
Cédric Vaissière (wym. [seˈdʁik vɛˈsjɛʁ]) – francuski rugbysta polskiego pochodzenia występujący na pozycji łącznika młyna. Reprezentant Polski.

## Kariera klubowa
Grę w rugby rozpoczął w wieku 5 lat; jest wychowankiem szkółki klubu UA Gaillac. Następnie trafił do juniorskiego zespołu klubu SC Albi, którego pierwsza drużyna występowała wówczas w Top 14. Młody łącznik młyna został nawet kapitanem drużyny Nadziei Albi (Espoirs Albi), jednak nie zdołał zadebiutować w najwyższej lidze Francji. Z regionalnym zespołem Midi-Pyrénées został także mistrzem Francji do lat 19 w odmianie siedmioosobowej.
W 2010 roku został Vaissière ściągnięty do Orkana Sochaczew na półfinałowy mecz z Budowlanymi Łódź. Pomimo dobrej gry zawodnika z polskimi korzeniami, Orkan nie dał rady faworyzowanej ekipie z Łodzi i uległ w stosunku 30:7.
Latem 2011 roku Vaissière wrócił do swojego macierzystego klubu, UA Gaillac, którego seniorska drużyna występuje w Fédérale 3, a więc piątej klasie rozgrywek rugby union we Francji.
Jednocześnie ogłoszono osiągnięcie porozumienia z Lechią Gdańsk, na mocy którego zawodnik będzie dojeżdżał na wybrane mecze biało-zielonych.

## Kariera reprezentacyjna
Dziadek zawodnika pochodził spod Krakowa, skąd wyjechał w do pracy w kopalni na południe Francji. Fakt ten umożliwił Vaissière'owi grę w reprezentacji Polski.
Łącznik młyna 22 września 2008 roku zadebiutował w seniorskiej drużynie w nieoficjalnym spotkaniu przygotowawczym z reprezentacją do lat 21. W oficjalnym meczu międzypaństwowym po raz pierwszy wystąpił 15 listopada tego samego roku, podczas pojedynku z Ukrainą, kiedy to zmienił Łukasza Szostka.
Występ w swoim trzecim meczu w biało-czerwonych barwach, z Mołdawią 19 maja 2009 roku, okupił złamaniem ręki, która to kontuzja wykluczyła go z kolejnego spotkania reprezentacji z Belgią.
W 2011 roku został uznany przez trenera polskiej kadry, Tomasza Putrę, za jednego z najlepszych zawodników w drużynie narodowej.

### Statystyki
Stan na 1 czerwca 2013 r. Wynik reprezentacji Polski zawsze podany w pierwszej kolejności.
| Drużyna narodowa | Rok  | Mecze | Punkty |
| ---------------- | ---- | ----- | ------ |
| Polska           |      |       |        |
| 2008             | 2    | 0     |        |
| 2009             | 2    | 0     |        |
| 2010             | 4    | 5     |        |
| 2011             | 4    | 15    |        |
| 2012             | —    | —     |        |
| 2013             | 2    | 0     |        |
| Suma             | Suma | 14    | 20     |

| Występy w reprezentacji Polski | Występy w reprezentacji Polski | Występy w reprezentacji Polski      | Występy w reprezentacji Polski | Występy w reprezentacji Polski | Występy w reprezentacji Polski |
| Lp.                            | Data                           | Stadion, miasto                     | Przeciwnik                     | Wynik                          | Zdobyte punkty                 |
| ------------------------------ | ------------------------------ | ----------------------------------- | ------------------------------ | ------------------------------ | ------------------------------ |
| 1.                             | 5.10.2008                      | Stadion Budowlanych, Łódź           | Ukraina                        | 12:13                          | 0                              |
| 2.                             | 15.11.2008                     | Stadion miejski, Ostrawa            | Czechy                         | 13:7                           | 0                              |
| 3.                             | 16.05.2009                     | Stadion Dinamo, Kiszyniów           | Mołdawia                       | 30:28                          | 0                              |
| 4.                             | 12.09.2009                     | Stadion Spartaka, Kijów             | Ukraina                        | 12:19                          | 0                              |
| 5.                             | 24.04.2010                     | Stadion Króla Baudouina I, Bruksela | Belgia                         | 8:29                           | 5 (P)                          |
| 6.                             | 9.10.2010                      | Stadion ragby Císařka, Praga        | Czechy                         | 15:20                          | 0                              |
| 7.                             | 13.11.2010                     | Narodowy Stadion Rugby, Gdynia      | Mołdawia                       | 25:34                          | 0                              |
| 8.                             | 20.11.2010                     | Feldgerichtstraße, Frankfurt        | Niemcy                         | 22:17                          | 0                              |
| 9.                             | 12.03.2011                     | Narodowy Stadion Rugby, Gdynia      | Belgia                         | 28:21                          | 5 (P)                          |
| 10.                            | 16.05.2011                     | Stadion Suche Stawy, Kraków         | Holandia                       | 32:18                          | 5 (P)                          |
| 11.                            | 15.10.2011                     | Stadion Sandecji, Nowy Sącz         | Czechy                         | 20:13                          | 5 (P)                          |
| 12.                            | 19.11.2011                     | Stadion MOSiR, Gdańsk               | Niemcy                         | 34:8                           | 0                              |
| 13.                            | 30.03.2013                     | Narodowy Stadion Rugby, Gdynia      | Ukraina                        | 13:12                          | 0                              |
| 14.                            | 1.06.2013                      | Korsängens IP, Enköping             | Szwecja                        | 11:19                          | 0                              |

## Inne
- Młodszy brat Cédrika, Matthieu, również jest rugbystą, gra na pozycji wspieracza. Występował w juniorach Albi, a także w reprezentacji Polski do lat 19[28].